# 日本白色種
日本白色種（にほんはくしょくしゅ）は日本で最も多く飼育されているのカイウサギの品種である。ジャパニーズ・ホワイト (英: Japanese White Rabbit) とも呼ばれる。

## 特徴
アルビノを品種として固定させた種であり、白色の毛と赤い目のものが多い。毛皮と肉を利用する兼用種として優秀な品種である。一般的には 3-6kg だが、特に大型化するよう改良された品種の中には 10kg を超えるものもある。
なお、「因幡の白兎」や「鳥獣戯画」といった、日本の昔話や民話に登場するウサギは、白色化した冬毛のニホンノウサギだと考えられている。毛は白くても目は黒か褐色であり、日本白色種とは異なる。

## 歴史
起源は明らかでないが、明治初期に輸入された外来種と日本在来種との混血によって生じたと考えられている。中国から小型の「南京」 （1870年/明治2年）、イタリアから中型の「伊太利種」 （1876年）、アメリカから大型の「メリケン種」 と「面更紗」 (1872年-1874年) が輸入されたことから始まり、当初は体型が不揃いであった。 現在は統一して日本白色種と名づけられている。これらは愛玩用であった。投機対象として一大流行したため、いわゆるウサギ・バブルが生じ、その終息には行政よる取締りが行われたほどである。
その後、日清戦争 （1894年/明治27年） および日露戦争 （1904年） が起こると、食肉や毛皮の需要が高まり、軍需産業としての飼育が盛んになった。大正時代にはウサギの飼育は行政の対象となり、農家の副業として推奨された。この頃からウサギの大型化に関心が集まり、また染色が容易な白色の毛皮が求められた。品種改良のためにニュージーランド・ホワイト種、白色のフレミッシュ・ジャイアント種、ベルジアン種などと交雑され、在来種が 2-3 kg だったのに対して 5kg ほどに育つ種が飼育されるようになった。
戦後、小学校などで情操教育の一環として飼育が推奨され、全国に広まりをみせた。

## ブランド

### 秋田改良種

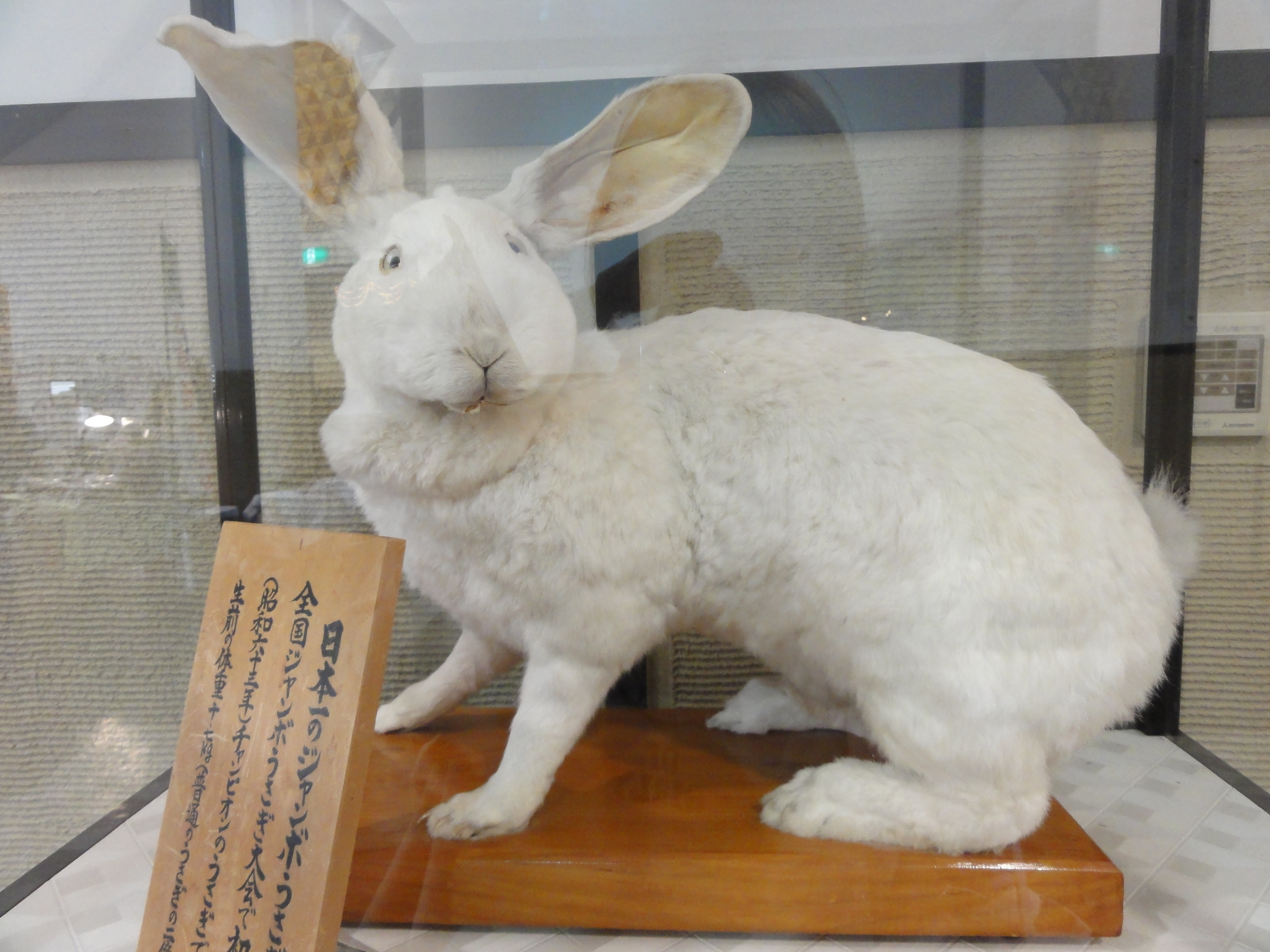
ジャンボうさぎの剥製

秋田県大仙市 (旧 中仙町) で品種改良された特に大型の種である。10kg を超えるほどになり、ジャンボうさぎ の通称を持つ。全国ジャンボうさぎフェスティバルでは品評会も行われる。
1930年（昭和5年） ごろから審査基準が整備され、大きさと体形美麗さの2つの基準で評価されるようになった。現在でも地元の愛好家の間で、大型で毛並みの美しさを目指して飼育されている。その肉は伝統料理「日の丸なべ」として食される。
飼育に当たっては、その大きな体形のため暑さに弱いため、特に夏場は気温が上がらないよう注意する必要がある。また、自重でソアホック (足底皮膚炎) になりやすいため、床を清潔な状態に保つことが望ましい。